# Mansueto De Amicis
Mansueto De Amicis (Alfedena, 13 aprile 1851 – Roma, 15 novembre 1924) è stato un imprenditore e politico italiano.

## Biografia
Figlio di un grande proprietario terriero, con possedimenti in Abruzzo e in Puglia, sin da giovanissimo si dedicò all'attività di famiglia, ed in particolare al miglioramento tecnologico delle tecniche di coltivazione. È il fratello di Tommaso De Amicis.
Fu presidente della società Pro montibus et silvis ed uno dei più appassionati sostenitori dell'istituzione del parco nazionale d'Abruzzo, ma si occupò con profitto anche di risparmio e cooperazione bancaria; fondò nel 1885 la banca cooperativa di Alfedena e fece parte del consiglio delle casse di risparmio italiane.

### Attività politica

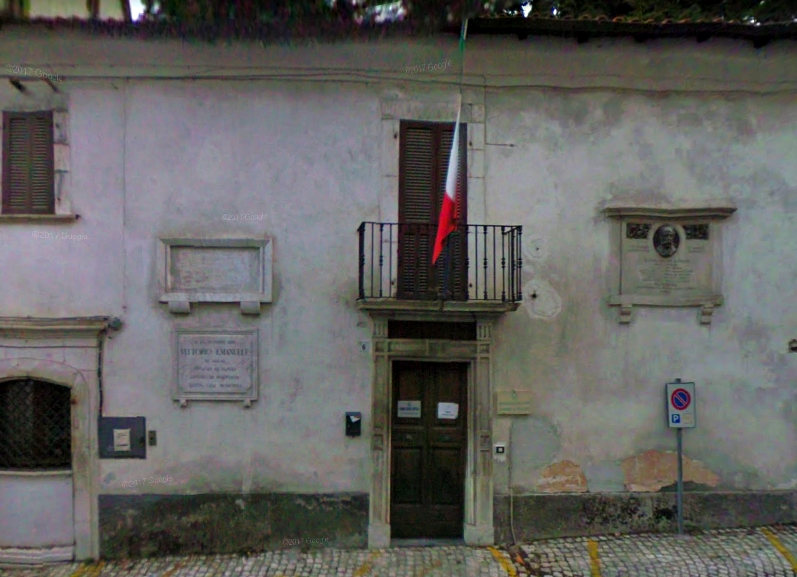
Biblioteca comunale di Alfedena, dedicata a De Amicis

Si interessò giovanissimo alla vita politica e, non ancora venticinquenne, venne eletto consigliere comunale del suo paese, del quale è stato anche sindaco. Venne eletto anche al consiglio della provincia dell'Aquila, dove rimase per quarant'anni, in quindici dei quali fu presidente. Nel 1892 si presentò alle elezioni politiche italiane e, favorito dalla rinuncia dell'amico Gennaro Manna, venne eletto per la prima volta deputato in rappresentanza del collegio di Sulmona e rieletto per le successive cinque legislature. Ricoprì l'incarico di sottosegretario al ministero delle poste e dei telegrafi tra il 1899 e il 1900.